# Driver: Parallel Lines
Driver: Parallel Lines — четвёртая видеоигра из серии Driver. Как и две предыдущие игры серии, во многом напоминает Grand Theft Auto, однако имеет больший акцент на вождении, чем на «пеших» прогулках и стрельбе. Также в сюжете нет полицейского Таннера, главного героя всех предыдущих игр серии.

## Сюжет
1978 год. Главный герой по кличке «Ти-Кей» (настоящее имя Тэрри Киддамс) приезжает из провинции в город Нью-Йорк, чтобы заработать деньги и уважение. Единственное, что он умеет — профессионально водить автомобиль. В Нью-Йорке он занимается разными курьерскими делами. Помогает ему в этом его друг — некий Рэй, хозяин сети автомастерских «Тачки Рэя» («Ray’s Autos»). Однажды после перевозки очередного клиента, Рэй предлагает «Ти-Кею» встретиться со Слинком, хозяином стрип-клуба «Заводной кролик», и поговорить с ним насчёт работы. После нескольких испытаний Слинк знакомит «Ти-Кея» с любителем автомобилей Мексиканцем, который устраивает нелегальные гонки по Нью-Йорку. После нескольких гоночных заездов «Ти-Кей» покупает себе квартиру в Сохо на острове Манхэттен и продолжает работать на своих новых боссов. Также у него появились новые знакомые — Бишоп, знакомый Слинка и Кэнди, работающий на некоего Корригана и освобожденный «Ти-Кеем» из тюрьмы на острове Райкерс. Позже «Ти-Кею» предлагают большое дельце, которое могло бы обеспечить банде Корригана господство над сбытом всех наркотиков в городе. Для этого нужно было похитить, а потом обменять на выкуп некоего Мартинеса, босса колумбийского картеля в Нью-Йорке. После удачного похищения, которое спланировал Кэнди, и взятия выкупа, «Ти-Кей» приезжает на склад в Хантс-Пойнт и отдаёт его банде Корригана. Подойдя к Мартинесу, Корриган убивает его, а затем, нацепив на себя жетон полиции со словами «План изменился», ранит «Ти-Кея». После выздоровления он был обвинён в похищении и убийстве Мартинеса, привлечён к уголовной ответственности и посажен в тюрьму Синг-Синг на 28 лет. Так закончились 1970-е.
2006 год. «Ти-Кей» освобождается из тюрьмы, и возле выхода его встречает Рэй, который рассказывает о банде Корригана — Корриган стал шефом полиции Нью-Йорка, Кэнди заработал много денег нелегальным бизнесом, Бишоп стал главным торговцем героином в городе, Слинк продолжает управлять порнобизнесом, только Мексиканец стал хуже жить, став спившимся алкоголиком, который работает в зале игровых автоматов. Убив Мексиканца, «Ти-Кей» знакомится с Марией, помощницей Кэнди, которая тоже хочет убить своего начальника. Убив Слинка, Кэнди и Бишопа, «Ти-Кей» встречается с Корриганом в автомастерской Рэя в Хантс-Пойнт. Оказывается, Рэй продал Корригану в 1978 году «Ти-Кея» за 2000 долларов. Корриган сначала убивает Рэя, а затем целится в «Ти-Кея». Но шум в соседней комнате помешал убийству и Корриган обстрелял дверь, а затем сбежал от «Ти-Кея». Зайдя в комнату, «Ти-Кей» видит раненую Марию, которая рассказывает ему, что является дочерью покойного Мартинеса, убитого Корриганом в 1978 году. Так как Корриган теперь скрывается в тайном убежище, Мария придумала план, как вытащить Корригана оттуда. Сначала «Ти-Кей» отвёз труп Слинка в особняк Корригана, а затем взорвал кабинет Корригана в полицейском управлении. После этого «Ти-Кей» поехал к убежищу Корригана и убил всех его охранников, но сам Корриган сбежал на вертолёте. Догнав и сбив вертолёт Корригана, «Ти-Кей» был готов застрелить предавшего его 28 лет назад копа, но позже решил отдать его в руки Марии и колумбийцев. После этого он уходит, довольный таким завершением истории.

## Игровой процесс
Действие происходит в городе Нью-Йорк (присутствует большое число реально существующих достопримечательностей). Игроку представляется возможность «свободного выбора» — последовательно выполнять задания для продвижения по основной сюжетной линии или же выполнять «побочные» миссии.
Побочные миссии делятся на несколько типов и уровней сложности:
- Убийство — игрок должен найти и убить определённого персонажа
- Кольцевые гонки
- Гонки по улицам города с оживлённым движением
- Перевозка пассажиров («такси»)
- Перевозка криминальных элементов (игрока могут преследовать)
- Доставка угнанного транспорта с парковок в гараж с использованием буксировочного автомобиля

Также имеются миссии, не отмеченные на карте. За большое количество выполненных миссий или собранных звёзд можно получить «DRIVER BONUS +100000».
Существует возможность коллекционировать автомобили в гараже (допускается хранить по одному экземпляру каждого вида). По всему городу разбросаны «звёзды» — бонусы, до которых трудно добраться, обычно над трамплинами. Если игрок соберёт определённое количество таких «звёзд», он получит улучшение характеристик персонажа.
Действие происходит в двух эпохах — 1978 и 2006 годы. При переходе в другую эпоху меняются автомобили на улице, оформление интерфейса и графический стиль, оружие, все здания (допустим, где была стройка, появляется огромный жилой дом, или исчезают башни Всемирного Торгового Центра, у большинства же меняются текстуры), внешний вид главного героя и сюжетная составляющая. Погода в игре не меняется, в отличие от времени суток.
Когда персонаж нарушает закон, устанавливается статус «разыскиваемости». Существуют два статуса «разыскиваемости» — для автомобиля и для персонажа. В случае с автомобилем, игроку достаточно незаметно для полиции поменять машину. При нарушении правил дорожного движения или стрельбе из машины при полицейских добавляется только «автомобильный» розыск. Статус разыскиваемости для персонажа дают при стрельбе на улице, или же тогда, если полиция увидела, как вы выходите из разыскиваемой машины. Чтобы убрать его, нужно доехать до гаража и зайти внутрь, при условии отсутствия погони. Также розыск появляется для персонажа, если было совершено нарушение ПДД на мотоцикле.
В WII версии уровень розыска снижается через некоторое время. Также в игре есть режим тюнинга машин (в RAY’S AUTOS).

## Музыкальное сопровождение
Поскольку действие в игре происходит в двух разных временных отрезках, то и композиции будут разделены по этим эпохам.
1978 год
В этой эпохе играет, в основном, музыка жанров соул, рок-н-ролл и фанк.
- Blondie — One Way or Another
- Dave Hamilton — Cracklin' Bread
- Sir Mack Rice — Bump Meat
- Maceo & The Macks — Cross The Tracks (We Better Go Back)
- Lonnie Liston Smith — Expansions
- Charles Wright — Express Yourself
- The Politicians feat. McKinley Jackson — Free Your Mind
- United 8 — Getting Uptown (To Get Down)
- Oscar Brown — Gang Bang
- Suicide — Ghost Rider
- Black Heat — Love The Life You Live
- The Wrecking Crew — Bump and Boogie
- Funkadelic — I’ll Bet You
- Chuck Brown & The Soul Searchers — Bustin' Loose
- Sugar Billy Garner — I Got Some
- Savoy Brown — I’m Tired
- Billy Preston — Outa-Space
- The Pazant Brothers & The Beaufort Express — Loose and Juicy
- War — Low Rider
- The Nimrod Express — Smack the Bird
- Iggy Pop — Neighborhood Threat
- Monthieu Star — New York Pity
- The Temptations — Papa Was a Rollin’ Stone
- The Stranglers — Peaches
- The Meters — People Say
- Average White Band — Pick Up the Pieces
- Parliament — Red Hot Mama
- Roy Ayers — Running Away
- King Errisson — Sleep Talk
- Joe Bataan — Subway Joe
- David Bowie — Suffragette City
- Labi Siffre — The Vulture
- Marvin Gaye — Trouble Man
- Can — Dizzy Dizzy
- Tribal Funk Stars — Monkey Nuts
- The Fabulous Bongo Brothers — Mango Man
- Prince of Brooklyn — Come And Get It
- The Sliders — Want What I Got
- King G and The Reflections — Plastic Boys
- Johnny Hammond — Shifting Gears
- The Damned — Smash It Up
- Donald Byrd — Street Lady

2006 год
В этой эпохе играет современная музыка продвигающихся жанров: альтернативный рок, электроника, хип-хоп.
- The Cribs — Hey Scenesters!
- Lyrics Born — I Changed My Mind
- ILS — Intro (Reprise)
- Chroming Rose — Louis XIV
- The Dead 60s — A Different Age
- Mylo — Muscle Car (Sander Kleinenberg’s Pace Car Mix)
- The Coup feat. Black Thought & Talib Kweli — My Favourite Mutiny
- TV on the Radio — New Health Rock
- Warren Suicide — Were Adjusting Ourselves
- Secret Machines — The Road Leads Where It’s Led
- zZz — O.F.G
- Kaiser Chiefs — Oh My God
- QueenAdreena — Racing Towards The Sun
- Yeah Yeah Yeahs — Sealings
- Home Video — That You Might
- Rubberfunk feat. Guder & The Quincy Sparks — The Cookie
- The Vacation — White Noise
- The Juan Maclean — Tito’s Way
- Roots Manuva — Chin High
- LCD Soundsystem — Tribulations
- Libretto and Lifesavas — Volume
- Cagedbaby — Against The Wall
- London Funk Allstars — Way Out
- Narco feat. Chopper & VOX — I Can’t See You
- Chopper & VOX — My DJ Is a Driver
- The VOX — Big City Streets
- Narco feat. Chopper & VOX — Songs of Innocense
- The VOX — Vertical Flip
- The Departure — All Mapped Out
- The Roots — Boom!
- Infadels — Can’t Get Enough
- Narco — Worth It
- Automato — Cool Boots
- Dangerdoom feat. Ghostface — The Mask
- Narco feat. Chopper & VOX — [unknown]
- Chuck D & Professor Griff of Public Enemy — Now What You Gon Due
- Professor Griff of Public Enemy — Narcistic fix
- Arthur Baker — (Everybody) Reverberate (The Return To New York Mix)
- Grandmaster Flash — You Will Pay
- Soundchaser — Get Out Of My Way
- Suicide — Pop the Blue
- Paul Oakenfold feat. Spitfire — Addicted To Speed
- Audio Bullys — Rock Till I’m Rollin'
- Vernon Reid feat. Lifesavas — Driver

## Отзывы
| Сводный рейтинг | Сводный рейтинг | Сводный рейтинг | Сводный рейтинг |
| Издание         | Оценка          | Оценка          | Оценка          |
| Издание         | PS2             | Wii             | Xbox            |
| --------------- | --------------- | --------------- | --------------- |
| GameRankings    | 69,99 %         | 59,82 %         | 68,46 %         |